# Hans Aichele
Hans Aichele (* 2. November 1911; † 1948) war ein Schweizer Bobfahrer und Teilnehmer an den Olympischen Winterspielen 1936 in Garmisch-Partenkirchen, Deutsches Reich.

## Leben
Über sein Leben ist nur sehr wenig bekannt. Er kam mit der Mannschaft des Viererbobs (Reto Capadrutt, Hans Bütikofer und Fritz Feierabend) bei den Läufen auf den zweiten Platz.
Einen weiteren Erfolg hatte er mit Reto Capadrutt bei der Bob-Weltmeisterschaft 1937 in Cortina d’Ampezzo, Italien, wo er die Silbermedaille gewann.